# 松树镇 (白山市)
松树镇，是中华人民共和国吉林省白山市江源区下辖的一个乡镇级行政单位。

## 行政区划
松树镇下辖以下地区：
松树社区、矿工社区、水洞社区、前山社区、松树村、汤河村、振兴村、青山村、丰产村、长胜村、大安村、太平村、富兴村、永安村和头道村。